# Сайилик (Верхньовілюйський улус)
Сайилик (рос. Сайылык) — село Верхньовілюйського улусу, Республіки Саха Росії. Адміністративний центр Меїкського наслегу.
Населення — 621 особа (2010 рік).